# 塩化イットリウム(III)
塩化イットリウム(III)（えんかイットリウム さん、英: yttrium(III) chloride）はイットリウムの塩化物で、組成式は YCl3 である。室温では固体の塩であり、水によく溶ける潮解性の物質である。固体のYCl3は、YCl6八面体が隣の八面体と3つの角を共有する結果、層状構造を成している。この構造は三塩化アルミニウムに代表される一連の化合物で共通のものである。
YCl3 は触媒として使われたり、超伝導体内に使われる。また、肺水腫や肝臓病と関係がある。

## 反応
塩化イットリウム(III)は塩酸と酸化イットリウム(III)の反応で得られる。また、他の方法でも得られる。
{\displaystyle {\ce {10NH4Cl + Y2O3 -> 2(NH4)2[YCl5] + 6NH3 + 3H2O}}}
{\displaystyle {\ce {YCl3\cdot {6H2O}+2NH4Cl->{(NH4)2[YCl5]}+6H2O}}}
分解は、
{\displaystyle {\ce {{(NH4)2[YCl5]}-> {2NH4Cl}+ YCl3}}}